# Kiniye, Belgaum
Kiniye là một làng thuộc tehsil Belgaum, huyện Belgaum, bang Karnataka, Ấn Độ.